# Софіянівський заказник (Софіянівське лісництвово, квартал 48)
Софіянівський — ботанічний заказник місцевого значення. Об'єкт розташований на території Маневицького району Волинської області, ДП «Маневицькие ЛГ», Софіянівське лісництво. квартал 48, виділи 23, 25.
Площа — 19,0000 га, статус отриманий у 1980 році.
Охороняються високобонітетні мішані сосново-березові лісові насадження з домішкою дуба звичайного. У трав'яному покриві зростають великі популяції конвалії травневої. Трапляються рідкісні види рослин, занесені до Червоної книги України – сон розкритий, вовчі ягоди пахучі.